# Clara Petacci
Clara Petacci   (Roma, 28 de febrer de 1912 - Mezzegra, 28 d'abril de 1945), també coneguda com a Claretta Petacci, va ser l'amant i companya del dictador feixista italià Benito Mussolini.

## Biografia
Clara Petacci era una bella jove romana de família de classe alta, i des de la seva joventut va manifestar admiració cap a Mussolini, de qui tenia retrats a la seva cambra. Es diu que quan els partisans van capturar Mussolini l’abril del 1945, van oferir a Petacci la possibilitat d'escapar, però ella la va refusar i va expressar el seu desig de compartir la sort del seu ben estimat Mussolini. En el moment de l'execució, ella va tractar de protegir a Mussolini amb el seu cos de les bales i va rebre ella la primera descàrrega. El Duce va ser executat immediatament després d'ella. L'endemà, 29 d'abril de 1945, a la Piazzale Loreto de Milà, els cadàvers de Mussolini i Petacci van ser penjats de cap per avall al costat d'altres quatre.
A Dongo, el comte Pier Luigi Bellini della Stelle, cap dels partisans, troba a Clara Petacci a l'Ajuntament i davant la súplica d'ella de voler morir amb el Duce, el comte li jura que no té intenció de matar-lo, i que el que pensa és lliurar-lo a les autoritats.
En una reunió mantinguda entre membres del Comitè d'Alliberament Nacional i representants del Cos de Voluntaris de l'Alliberament celebrat a Milà es va decidir que Mussolini patís una mort violenta.
Walter Audisio, per mal nom Coronel Valerio, comunista que havia combatut en la Guerra Civil Espanyola al costat de les Brigades Internacionals, va ser enviat a Dongo per a assegurar-se que el Duce no seria lliurat a les autoritats. De Germasino, Mussolini va ser traslladat a una petita alqueria prop de Bonzanigo, on el comte Bellini va permetre que Clara Petacci se li unís.
Cap a les 16 h del 28 d'abril de 1945, el “coronel Valerio” va irrompre en l'habitació, anunciant que “venia a rescatar-los”... Els va empènyer a espentes per les escales i els va ficar a la part del darrere d'un cotxe, col·locant-se ell enfront d'ambdós, apuntant-los, mentre dos dels seus companys es van instal·lar dempeus en l'estrep.
El vehicle, per ordre de "Valerio", es va aturar en l'entrada de "Vila Belmonte". Segons el relat del mateix Walter Audisio, els fets es van succeir així: “Vaig manar a Mussolini que es col·locarà contra la paret. Es va dirigir cap al lloc sense comprendre res, i quan es va girar li vaig llegir la sentència...
“Per ordre de l'Alt Comandament del Cos de Voluntaris de la Llibertat, tinc la missió de fer justícia al poble italià...” Érem un menut grup reunit en aquell racó de la carretera: Mussolini, Clara Petacci, Guido, el comissari dels partisans i jo. Eren les quatre de la vesprada.
“-Mussolini no ha de morir! Mussolini no ha de morir!” va cridar Petacci, convulsa, a la vora de la histèria...
“Vaig alçar la metralladora per a disparar... “-Lleve's d'ací o rebrà també! Li vaig cridar a la Petacci...” “Es va apartar tot ensopegant. Vaig apuntar i vaig prémer el gallet. L'arma no va disparar. Clara Petacci va córrer de nou cap a Mussolini i el va abraçar”. “Vaig llançar la metralleta i vaig empunyar el revòlver. Clara Petacci corria d'un costat per a altra presa de pànic...” “-Lleve's del mig! Li vaig dir, apuntant amb el revòlver, però l'arma tampoc va funcionar... “Vaig cridar al comissari i li vaig prendre la metralleta. Vaig apuntar una vegada més i van arribar a Mussolini cinc bales. Va caure de cara, contra el mur. Vaig disparar de nou. Una bala va arribar a Clara Petacci i la va matar en l'acte. Tres bales més van arribar a Mussolini, però encara respirava. Em vaig acostar i li vaig disparar al cor. Per fi estava mort...”
Malgrat aquestes declaracions del comunista Walter Audisio, després de 60 anys, no se sap encara com va ser exactament l'escena amb la qual va acabar la vida de Benito Mussolini. Segons l'historiador anglès Denis Mack Smith, “l'únic fet cert és que el 28 d'abril de 1945, Mussolini, que havia complert seixanta-un anys, va ser afusellat a tot córrer per partisans comunistes, abans que els americans, ja a poques hores de distància, poguessin detenir-lo”.

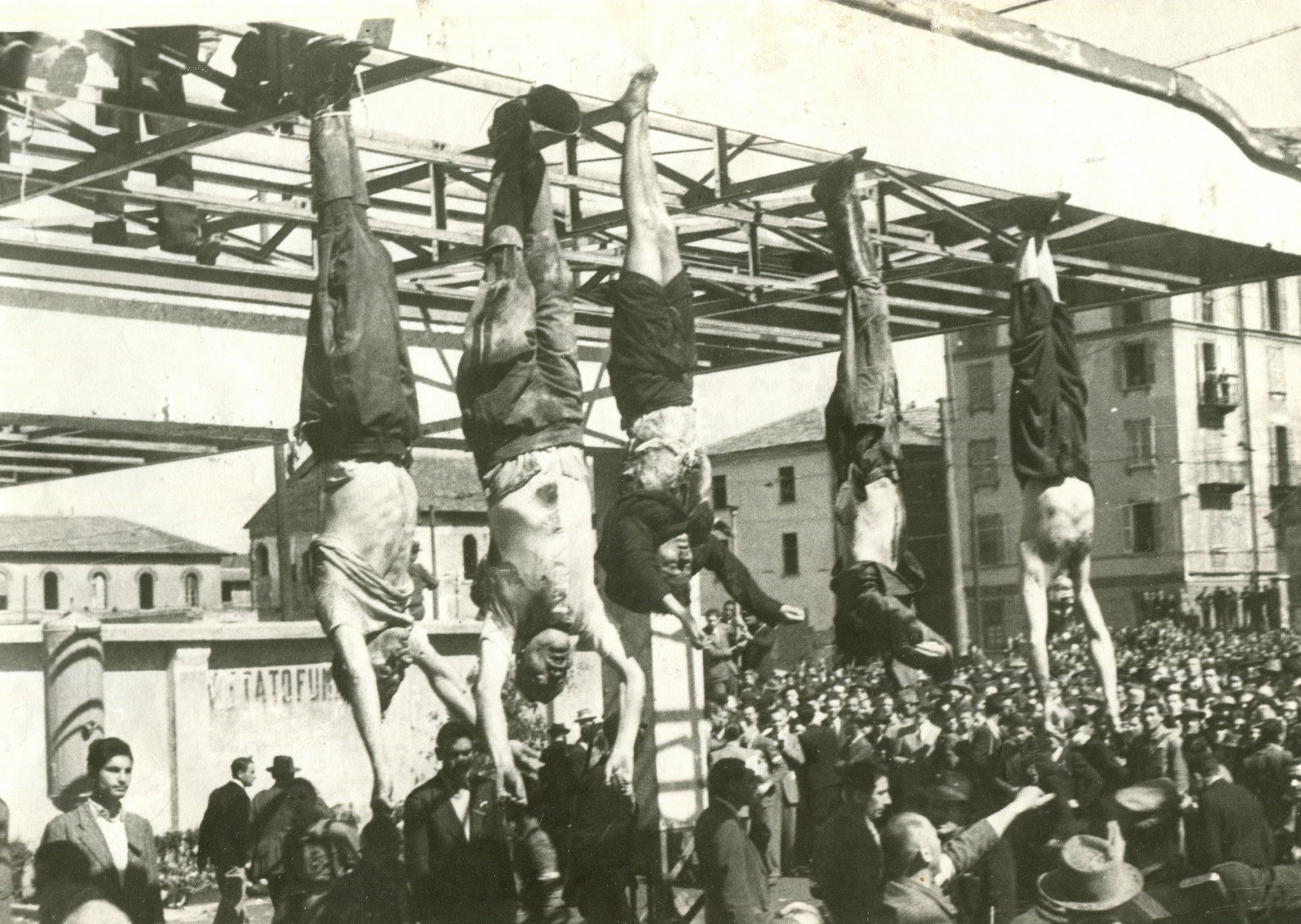
Cossos de Clara Petacci i Mussolini penjats a la Piazzale Loreto de Milà l'any 1945 (el cos de Clara Petacci és el tercer per l'esquerra)

Aquell mateix dia van ser afusellats contra la paredassa de la plaça principal de Dongo, enfront del llac de Como, quinze personatges, entre ells Alessandro Pavolini, Paolo Zerbino, Incola Bombacci, Luigi Gatti -secretari personal de Mussolini—, i diversos ministres. Aquests quinze cadàvers, a més dels de Mussolini i Clara Petacci, el de Marcello Petacci, quatre cossos no identificats i Starace, exsecretari del partit, van ser transportats en un camió a la plaça Loreto de Milà, on en el sostre d'una gasolinera van ser penjats pels peus, com peces de carnisseria, i exposats al públic perquè s'acarnissaren amb ells.
Hitler, quan va saber de la sort patida per Mussolini, va quedar impressionat i va fer arranjaments perquè açò no li passés a ell quan morís.
Cinquanta anys més tard, va eixir a la llum la filmació dels cossos de Mussolini i de Clara Petacci, que havia realitzat el tinent nord-americà. També l'endemà del succés, en l'estació central de Milà, podent-se veure els cossos deformats després d'haver estat calcigades les cares pels partisans. La RAI va emetre aquestes imatges.
El cadàver del Duce va ser desmembrat i enterrat en secret en el cementiri de Musocco a Milà, d'on seria robat a l'any següent per un grup de feixistes, que el van lliurar als pares franciscans del convent Angelicum de Pavia. El 1957 li va ser confiat a Donna Rachele, que en rebre les despulles del que havia sigut el seu marit, va exclamar: “Qui després de vèncer, es venja... És indigne de la victòria!”
A continuació es va enterrar-lo en Predappio, el seu lloc de naixement.
A l'última pàgina del llibre “... I Mussolini va crear el feixisme” de Néstor Luján i Luis Bettonica, es pot llegir el següent:
| « | Siguen quines fossin les seues faltes, la mort de Mussolini ens omple de pietat, i la de Claretta, companya fins al final, d'admiració. I aquella plebe de Milà ens omple d'horror en la seua macabra alegria. Foren quines foren les faltes humanes, repetim, va ser un assassinat. I ningú pot merèixer en el seu soterrament éssers de tan baixa qualitat com aquells milanesos del Piazzale Loretto. | » |